# GRC '14
GRC '14 is een amateurvoetbalvereniging uit Giessen en Rijswijk, gemeente Altena, provincie Noord-Brabant, Nederland.

## Algemeen
De club ontstond per 1 juli 2014 als gevolg van de fusie tussen VV Giessen en Rijswijkse Boys. De thuiswedstrijden worden op "Sportpark Almbos" in Giessen gespeeld, waar over twee kunstgrasvelden en één natuurgrasveld wordt beschikt. Het clubtenue bestaat uit een shirt met blauw en zwarte verticale banen en een zwarte broek.

## Standaardelftal
Het standaardelftal speelt in het seizoen 2020/21 in de Eerste klasse zaterdag van het KNVB-district Zuid-I.
In het seizoen 2013/14 startte GRC '14 in de Tweede klasse, waar het de plaats in nam van Rijswijkse Boys. In het tweede seizoen (2014/15) werd promotie bewerkstelligd via de nacompetitie.

### Competitieresultaten 2015–2018
| 8 2F |

| 4 2F |

| 10 1C |

| 10 1C |

| - 1C |

| Eerste klasse |
| Tweede klasse |

## Bekende (oud-)spelers
- Rowan Besselink

Achilles Veen · VV Almkerk · VV Altena · VV Be Ready · Dussense Boys · VV GDC · GRC '14 · Kozakken Boys · NOAD '32 · VV Sleeuwijk · Sparta '30 · Wilhelmina '26 · VV Woudrichem